# Storå–Stråssa Järnväg
Storå–Stråssa Järnväg (StSJ) var en 1435 mm normalspårig järnväg mellan Storå och Stråssa i Örebro län.

## Historia
Österreichische Bergund Hüttenwerke som ägde gruvan i Stråssa beviljades 1914 en koncession för en järnväg till Storå. Järnvägen öppnade för allmän godstrafik den 31 juli 1915 och trafikerades av Frövi-Ludvika Järnväg till vars bana den anslöt i Storå. Österreichische Bergund Hüttenwerke sålde gruvan och järnvägen till Trafikaktiebolaget Grängesberg-Oxelösund (TGO) 1917 som ägde StSJ fram till 1938 när järnvägen gick upp i dotterbolaget Trafikaktiebolaget Grängesberg-Oxelösunds Järnvägar (TGOJ). Linjeplatsen Håkansboda byggdes 1918 för att lasta koboltmalm och kopparmalm från Stora Kopparberg ABs gruva men gruvdriften upphörde redan 1919. Gruvdriften i Stråssagruvan upphörde 1923 men malm fortsatte att transporteras från Blankafältet som ägdes av Guldsmedshytte Bruks AB. Det fanns en smalspårig järnväg från Blankagruvan fram till en omlastningsplats vid Stråssa bangård. Järnvägstransport av malm fortsatte fram till 1947 när Guldsmedshytte Bruk började köra malmen med lastbil. Under tiden 1947-1955 fanns det inga transporter på järnvägen utan Stråssa bangård användes för uppställning av övertaliga malmvagnar.
I slutet på 1950-talet löste staten ut TGO ur LKAB och för en del av pengarna öppnades gruvan i Stråssa igen. Järnvägen i Stråssa lades om och förlängdes någon kilometer norrut till en ny malmbangård och den gamla bangården lades ner. Resten av järnvägen rustades upp, elektrifierades och trafiken återupptogs 1959. Fjärrblockering infördes av TGOJ 1961. Stråssagruvan lades ner igen 1981 och därmed upphörde också trafiken på järnvägen, men formellt så stängdes linjen först den 31 maj 1987 av TGOJ.
Trots att järnvägen var nerlagd av TGOJ användes den mellan 1992 och 1993 för transport av malm mellan Lovisagruvan och Stråssa. Numera är banvallen ombyggd till väg från gruvan till Stråssa.

### Upprivning
Rälsen låg kvar 2003 men togs bort hösten 2004.[källa behövs]